# Zalaszentlászló
Zalaszentlászló est un village et une commune du comitat de Zala en Hongrie.

## Géographie
Situé dans la vallée de la rivière Zala dans une région riche en sources thermales et minérales, le village s'étire le long d'une route sur 3,9 Km du nord au sud.

## Histoire
Un document a mentionné pour la première fois le nom de Zalaszentlászló en 1429 sous le nom de Zenthlazlo. Il a reçu son nom du roi Saint László (Ladislas). Le village fut la propriété de la famille Szentlászló, et tomba ensuite aux mains des habitants de Marcali et devint une partie du domaine de Szentgyörgyvár.
En 1910, il y avait 1 013 habitants dont 1 001 catholiques romains.
Au début du XXe siècle, le village fut rattaché au canton de Zalaszentgrót dans le département de Zala dans la Transdanubie. (Zala est le nom d'une rivière)
En 1977, la commune proche de Gyülevész fut rattachée à Zalaszentlászló. Toutes les communes de Hongrie et d'anciens territoires hongrois du bassin des Carpates comportant le nom de Szentlászló ont créé l'association des Szentlászló qui organise régulièrement des rencontres entre ces villages. L'une de ces rencontres s’est déroulée le 8 juin 2002 pendant 2 jours à Zalaszentlászló et dix communes y ont participé. Depuis 1993, Zalaszentlászló est jumelée avec la commune normande de Manneville-sur-Risle (27500).

## Transports
La ligne de bus principale desservant la localité en 2022 est la ligne 6310 Keszthely - Zalaszentgrót. Les bus desservent le village le dimanche, mais il y en a très peu le samedi, la raison est que les bus sont souvent utilisés pour des longs trajets au début et à la fin du week-end (par exemple, des travailleurs à Budapest revenant dans leur village le week-end) et la demande est de ce fait beaucoup plus importante le dimanche que le samedi.